# Noctuelle orientale du tabac
Helicoverpa assulta
Espèce
La Noctuelle orientale du tabac (Helicoverpa assulta) est une espèce de lépidoptères (papillons) de la famille des Noctuidae. On la trouve partout dans les régions tropicales de l'Ancien Monde, depuis l'Afrique du Sud jusqu'au Moyen-Orient, dans le Centre et le Sud-Est de l'Asie jusqu'en Australie.
L'envergure des ailes est d'environ 25 mm. Les adultes sont migrateurs.
La chenille se nourrit sur divers genres de Solanaceae, notamment Lycopersicon, Nicotiana, Physalis et Solanum.

## Sous-espèces
- Helicoverpa assulta assulta (Asie-Australie)
- Helicoverpa assulta afra (Afrique)